# Swansea City Association Football Club
O Swansea City Association Football Club  (galês: Clwb Pêl-droed Dinas Abertawe) é um clube de futebol galês com sede em Swansea, que disputa no sistema de ligas inglêsas. Atualmente está na EFL Championship, correspondente à segunda divisão do futebol inglês. O Swansea joga em casa no Swansea.com Stadium (anteriormente conhecido como Liberty Stadium) desde 2005, tendo jogado anteriormente no Vetch Field desde que o clube foi fundado. 

## História
O clube foi fundado em 1912 como Swansea Town e entrou na Southern Football League, vencendo a Welsh Cup em sua temporada de estreia. Eles foram admitidos na English Football League em 1920 e ganharam o título da Terceira Divisão Sul em 1924–25. Eles novamente ganharam o título da Terceira Divisão Sul em 1948–49, tendo sido rebaixados dois anos antes. Eles caíram na Quarta Divisão após rebaixamentos em 1965 e 1967. O clube mudou seu nome para Swansea City em 1969 para refletir o novo status de Swansea como uma cidade. Eles foram promovidos no final da temporada 1969–70.
O clube venceu três promoções em quatro temporadas para chegar à Primeira Divisão em 1981. Foi durante a temporada seguinte que eles chegaram perto de ganhar o título, mas uma queda se instalou perto do final da temporada, terminando em sexto, ainda um recorde para o clube. Foi a partir daqui que o clube sofreu um rebaixamento na temporada seguinte, retornando à Quarta Divisão em 1986.
Em 2011, o Swansea foi promovido à Premier League. A subida subsequente do clube da quarta divisão do futebol inglês para a primeira divisão é narrada no filme de 2014, Jack to a King – The Swansea Story. Em 24 de fevereiro de 2013, o Swansea venceu o Bradford City por 5 a 0 e conquistou a Copa da Liga Inglesa de 2012–13, o primeiro grande troféu da história do clube. Com a conquista, classificou-se para a Liga Europa da UEFA de 2013–14 e chegou até as oitavas de final, onde foi eliminado pelo Napoli. Quatro anos depois, no entanto, a equipe foi rebaixada da Premier League no final da temporada 2017–18.

## Títulos oficiais
| Nacionais (Inglaterra)    | Nacionais (Inglaterra) | Nacionais (Inglaterra) | Nacionais (Inglaterra)                                                                    |
|                           | Competição             | Títulos                | Temporadas                                                                                |
| ------------------------- | ---------------------- | ---------------------- | ----------------------------------------------------------------------------------------- |
|                           | Copa da Liga Inglesa   | 1                      | 2012–13                                                                                   |
| Nacionais (País de Gales) |                        |                        |                                                                                           |
|                           | Competição             | Títulos                | Temporadas                                                                                |
|                           | Copa de Gales          | 10                     | 1912–13, 1931–32, 1949–50, 1960–61, 1965–66, 1980–81, 1981–82, 1982–83, 1988–89 e 1990–91 |
|                           | Liga do País de Gales  | 2                      | 2005 e 2006                                                                               |

### Outras conquistas nacionais
| Nacionais Divisões Subalternas | Nacionais Divisões Subalternas | Nacionais Divisões Subalternas | Nacionais Divisões Subalternas |
|                                | Competição                     | Títulos                        | Temporadas                     |
| ------------------------------ | ------------------------------ | ------------------------------ | ------------------------------ |
|                                | Campeonato Inglês - 3ª Divisão | 3                              | 1924–25, 1948–49 e 2007–08     |
|                                | Campeonato Inglês - 4ª Divisão | 1                              | 1999–00                        |
|                                | EFL Trophy                     | 2                              | 1993–94 e 2005–06              |

### Números retirados
Número 40 de Besian Idrizaj por homenagem póstuma.